# Фёдорова, Мария Яковлевна
Мария Яковлевна Фёдорова (до замужества Игнатова) (до замужества Игнатова) (1930 год, село Половики — 2001 год) — советский животновод, свинарка совхоза «Крынки» Лиозненского района Витебской области, Белорусская ССР. Герой Социалистического Труда (1960). Депутат Верховного Совета БССР.

## Биография
Родилась в 1930 году в крестьянской семье в деревне Половики. Трудовую деятельность начала в 15 лет, устроившись разнорабочей в колхозе имени Сталина. С 1956 года работала в совхозе «Крынки» Лиозненского района. С 1957 года — свинарка в этом же совхозе.
Ежегодно перевыполняла план по выращиванию поросят. Указом Президиума Верховного Совета СССР от 7 марта 1960 года в ознаменование 50-летия Международного женского дня, за выдающиеся достижения в труде и особо плодотворную общественную деятельность Игнатовой Марии Яковлевне присвоено звание Героя Социалистического Труда с вручением ордена Ленина и золотой медали «Серп и Молот».
Избиралась депутатом Верховного Совета Белорусской ССР (1959—1963).
С 1968 года работала в почтовом отделении в селе Крынки.
В 1987 году вышла на пенсию. Скончалась 17 июля 2001 года.
Память
В 2015 году в Лиозно была открыта Аллея Славы, на которой находится стела с портретом Марии Игнатовой.

## Награды
- Герой Социалистического Труда — указом Президиума Верховного Совета СССР от 7 марта 1960 года
- Орден Ленина